# Eugène-Melchior de Vogüé
Marie Eugène-Melchior de Vogüé (Nizza, 25 febbraio 1848 – Parigi, 29 marzo 1910) è stato un politico, critico letterario e slavista francese.

## Biografia
Nato a Nizza, in gioventù combatté nella guerra franco-prussiana prima di intraprendere la carriera diplomatica durante la Terza Repubblica e venir nominato addetto nell'Impero Ottomano e in Egitto. Dopo aver dato le proprie dimissioni dal ruolo di segretario d'ambasciata a San Pietroburgo nel 1882, fu rappresentante di Ardèche all'Assemblea nazionale tra il 1893 e il 1898.
Parallelamente all'attività politica, nel 1872 fece il suo esordio letterario sulle pagine di Revue des deux Mondes con "Voyage en Syrie et en Palestine", tornando poi a pubblicare saggi, articoli e reportage sulla rivista in molteplici occasioni. Contribuì a far sviluppare in Francia un certo interesse per la cultura russa e, in particolare, la sua monografia Le roman russe (1886) ebbe il merito di introdurre i suoi connazionali all'opera di Fëdor Dostoevskij.
Nel 1888 fu eletto membro dell'Académie française, mentre nel 1897 pubblicò una serie di libri sulla guerra di successione spagnola. Nel 1909 fu candidato al Premio Nobel per la letteratura.

## Opere (parziale)
- Syrie, Palestine, Mont-Athos, 1876
- Histoires orientales, 1880
- Les Portraits du siècle, 1883
- Le Roman russe, 1886
- Spectacles contemporains, 1891
- Notes sur le Bas-Vivarais, 1893
- Cœurs russes, 1894
- Jean d’Agrève, Armand Colin, 1897
- Les morts qui parlent, Plon, 1899
- Le Maître de la mer, Plon, 1903
- Sous l'horizon, Armand Colin, 1904
- Trois drames de l'histoire de Russie, Armand Colin, 1911